# Squintaloo
Squintaloo ist eine deutsche Rockband, die durch verschiedene Musikstile von Elektro, Avantgarde, über Rock und Prog bis hin zu Deathmetal inspiriert ist.

## Geschichte
Die Band wurde 1995 in Wolfsburg gegründet – zunächst als reine Instrumental-Formation: E-Gitarre, E-Bass, Synthesizer und Schlagzeug. Nachdem Squintaloo etliche Konzerte absolviert hatte, erschien 1998 das erste Musikalbum mit dem Titel Latantriga, Latantriga!.
Die vier Musiker, die seit 2002 in Berlin leben und regelmäßig auftreten, veröffentlichten 2005 ihr zweites Album mit dem schlichten Titel Squintaloo. 2007 formierte sich die Band neu und ist seitdem mit Gesangsstimme zu hören. 2009 erschien das dritte Studioalbum Sibirskoblast.
Die beiden Musiker Eichholz und Schiffers sind u. a. Mitglieder der Bands 2raumwohnung und Schulz und Söhne.

## Rezensionen
„Womit wäre diese Musik zu vergleichen, sollte man sie erklären? Sie klingt so fremd und einzigartig, dass sich die Frage aufdrängt, ob sie überhaupt mit irgendwas zu vergleichen ist.“
„Die spacigen Instrumental-Stücke bewegen sich zwischen verspieltem 70s-Progressive-Rock, straightem Metal und wilder Free-Jazz-Power, immer überraschend und wirklich kreativ.“
„Atmosphären mit einer Tiefe, wie man sie von Pink Floyd kennt, begegnen schwebenden Gitarrenmelodien a la Bill Frisell und Pat Metheny, derweil die Drums ein ungeheuer geschickt inszeniertes Netzwerk inspirierender Grooves in gut geölter Polyrhythmik zelebrieren.“

## Diskografie
- 1998: Latantriga, Latantriga!
- 2005: Squintaloo
- 2009: Sibirskoblast
- 2017: Über Bord!